# Hideki Konno
Pour les articles homonymes, voir Konno.
Hideki Konno (né le 13 mai 1965 à Matsudo au Japon) est un créateur de jeu vidéo japonais travaillant pour Nintendo. Il est surtout connu pour être l'un des principaux créateurs de la série Mario Kart. Il est aussi l'un des principaux concepteurs de la Nintendo 3DS.

## Biographie
Hideki Konno nait le 13 mai 1965 à Matsudo dans la préfecture de Chiba au Japon. Diplômé d'une université d'électronique, il entre chez Nintendo en mai 1986 en tant qu'assistant de Shigeru Miyamoto. Les premiers jeux sur lesquels il travaille sont Ice Hockey et Super Mario Bros. 3 qui sortent en 1988.
Doué pour la programmation et la création graphique, il est chargé par le producteur Miyamoto et le chef de projet Takashi Tezuka de diriger la création de la carte du monde dans Super Mario World, le nouvel opus de la série Super Mario qui sort avec la nouvelle console de salon de Nintendo, la Super Nintendo. En 1992 il dirige le développement d'un nouveau jeu de course avec les personnages de l'univers Mario : Super Mario Kart. Le jeu est orienté vers le multijoueur et propose de l'utilisation de divers bonus, armes ou pièges pour remporter la course. Le produit rencontre le succès et va devenir au fil des épisodes une licence de premier ordre pour Nintendo. Quelques années plus tard, il est chargé avec Takashi Tezuka, Toshihiko Nakago et Shigefumi Hino de diriger la création de Super Mario World 2: Yoshi's Island, la suite de Super Mario World qui met en avant les Yoshis. Ensuite, il dirige le développement du deuxième opus de la série Mario Kart sur la Nintendo 64 qui réalise aussi un très bon chiffre de vente. 
En 2001, il n'est que peu impliqué dans le développement de Mario Kart Super Circuit, la première itération de cette série sur une console portable, car cette même année, il dirige, avec le producteur Tezuka, la création de Luigi's Mansion, un jeu dérivé de l'univers Mario avec Luigi en vedette. Le produit est développé pour être un des titres de lancement de la nouvelle console de Nintendo, la GameCube.
En 2003-2004, Miyamoto le nomme producteur au sein du studio Nintendo EAD. Il travaille alors sur plusieurs projets pour la console portable Nintendo DS avec Nintendogs et Mario Kart DS. Ceux-ci connaissent d'énormes succès, dépassant tous deux les quinze millions d'exemplaires vendus. Il est également producteur sur Geist, un jeu d'action-aventure sur GameCube développé par le studio américain n-Space.
Depuis les années 2000 avec son travail sur le premier opus de la série Luigi's Mansion, Hideki Konno n'a cessé de penser à l'après-DS. Par conséquent, il participe activement à la création de la Nintendo 3DS. Il est aussi à la production de Mario Kart 7 et de Nintendogs + Cats.

## Liste de jeux
- 1988 : Ice Hockey[2]
- 1988 : Super Mario Bros. 3[2]
- 1990 : Super Mario World, map director[6]
- 1991 : Sim City (version Super Nintendo)[2]
- 1992 : Super Mario Kart, codirecteur[7]
- 1995 : Super Mario World 2: Yoshi's Island, codirecteur[8]
- 1996 : Mario Kart 64, directeur[9]
- 1997 : Yoshi's Story, system director[10]
- 2001 : Mario Kart Super Circuit, superviseur[11]
- 2001 : Luigi's Mansion, directeur[12]
- 2002 : The Legend of Zelda: The Wind Waker, superviseur[13]
- 2005 : Nintendogs, producteur[14]
- 2005 : Mario Kart DS, producteur[15]
- 2005 : Geist, producteur[16]
- 2008 : Mario Kart Wii, producteur[17]
- 2010 : Nintendogs + Cats, producteur[5]
- 2011 : Mario Kart 7, producteur[5]
- 2014 : Mario Kart 8, producteur
- 2017 : Fire Emblem Heroes, producteur
- 2017 : Mario Kart 8 Deluxe, producteur